# X.25
X.25 é um conjunto de protocolos de acesso a redes de comunicação de dados com tecnologia de comutação de pacotes, especificado pela Recomendação X.25 do ITU-T, independente do meio físico de transmissão de dados. 

## História
X.25 foi originalmente proposto pelo ITU-T, na época, como CCITT- Comitê Consultivo Internacional de Telegrafia e Telefonia, atualmente ITU-T - International Telecommunication Union,  inicialmente como  recomendação provisória e, posteriormente, aprovado como padrão, no livro de recomendações, conhecida como "The Orange Book", de 1976. Foi precursor dos protocolos Frame Relay e ATM (Asynchronous Transfer Mode). Como protocolo de acesso a rede com tecnologia de comutação de pacotes, a sua função é gerenciar a comunicação de dados, através de pacotes, utilizando comunicação síncrona, em modo transparente e orientado a bit, para acesso a estas redes de dados, organizando as informações nas camada física,  de enlace e de rede, do Modelo de Referência de Interconexão de Sistemas Abertos (RM-OSI - Reference Mode - Open System Interconnection), da ISO - International Organization for Standardization (ISO/TC97/SC16 7498). O X.25 executa esta tarefa ficando responsável por organizar a troca de pacotes,  entre o equipamento terminal do usuário e o equipamento comutador de pacotes, na rede, garantindo a comunicação transparente de dados, em transmissão síncrona, para acesso à rede. 

## Tipos de acesso
O protocolo X.25 permite o acesso a redes públicas ou privadas operando com a comutação de pacotes sendo orientado a bit. A transmissão de dados ocorre entre o terminal cliente denominado de Data Terminal Equipment (DTE) e um equipamento de rede denominado Data Circuit-terminating Equipment ou Data Communications Equipment (DCE). A transmissão dos pacotes de dados é realizada através de um serviço orientado a conexão (a origem manda uma mensagem ao destino pedindo a conexão antes de enviar os pacotes), garantindo assim a entrega dos dados na ordem correta, sem perdas ou duplicações. 

O X.25 trabalha com três camadas do Modelo OSI:
- Camada Física: define as características mecânicas e eléctricas da interface do Terminal e da Rede. A transmissão é feita de modo síncrono e full duplex.
- Camada de Enlace: responsável por iniciar, verificar e encerrar a transmissão dos dados na ligação física entre o DTE e o DCE. Responsável pelo sincronismo, detecção e correcção de erros durante a transmissão.
- Camada de Rede: responsável pelo empacotamento dos dados. Define se a transmissão será realizada por Circuito Virtual (conexões temporárias, estabelecidas somente no momento da comunicação) ou por Circuito Virtual Permanente (conexões permanentes, não existe a necessidade de realizar uma chamada para estabelecer conexão).

As ligações podem ocorrer em canais lógicos (logical channels) de dois tipos:
essas camadas são compostas por
Circuito Virtual Comutado (SVCs):
Os SVCs funcionam de uma forma semelhante às chamadas telefónicas; é estabelecida uma ligação, os dados são transferidos e a ligação é terminada. A cada DTE é atribuído na rede um número único que pode ser utilizado como um número de telefone. A implementação deste tipo de circuito virtual para o frame relay é bastante complexa, apesar do conceito de CVC ser simples. Por este motivo a maioria dos fabricantes de equipamentos para redes frame relay implementam somente os CVP’s.
Circuito Virtual Permanente (PVCs):
Um PVC é semelhante a uma linha alugada/dedicada dado que a ligação está sempre ativa. A ligação lógica é estabelecida de uma forma permanente pela administração da Packet Switched Network. Por esta razão, os dados podem ser sempre transmitidos sem necessidade de estabelecer a ligação. Neste tipo de circuito virtual os usuários estão habilitados a estabelecer/retirar conexões com outros usuários dinamicamente, conforme a sua necessidade (em demanda).

## Operação no Brasil
No Brasil, as redes X.25 são administradas e operadas por empresas de telefonia, operadoras de telecomunicações. Ainda em uso, o serviço X.25 está perdendo espaço devido aos sistemas de interligação baseados em Frame Relay e ADSL.

## Equipamentos Relacionados
- Coletores com interface X.25
  - Open Switch XL-Telecom Cable X.25
  - Open Switch XL-Telecom X.25
  - Open Switch XL-Telecom

- Servidores de Terminal X.25
  - Open Switch STS-3000

## Tópicos Relacionados
- Frame Relay
- Comunicação de Dados
- CLEC e ILEC
- Gerência de Redes de Telecomunicações e Modelo TMN
- Princípios da Gerência de Redes
- Rede de Telecomunicações
- Rede de Transmissão
- Rede de Telefonia Fixa e Rede de Telefonia Celular
- Sinalização por canal comum número 7
- Telefonia e Telefone
- Telegrafia e Telégrafo
- Telecomunicações no Brasil e Telecomunicação em Portugal